# Helicogermslita
Helicogermslita Lodha & D. Hawksw. – rodzaj grzybów z typu workowców Ascomycota. Należy do niego około 10 gatunków.

## Systematyka i nazewnictwo
Pozycja w klasyfikacji według Index Fungorum
Xylariaceae, Xylariales, Xylariomycetidae, Sordariomycetes, Pezizomycotina, Ascomycota, Fungi.
Gatunki występujące w Polsce
- Helicogermslita fleischhakii (Auersw.) Læssøe & Spooner 1994

Nazwy naukowe na podstawie Index Fungorum. Wykaz gatunków według Mułenki i in.